# تحلية (صوفية)
التَّحْلِيَةُ عند الصوفية هي تزيينُ وإكسابُ المريد لسريرتِه وعلانيتِه الأخلاقَ الفاضلةَ والسلوكاتِ الطيبةَ والأعمالَ الصالحةَ.

## التحلية في القرآن
ذكر القرآن معنى التحلية في أفعال وأسماء مشتقة ضمن العديد من الآيات، منها قول الله :
1. سورة الرعد: ﴿أَنْزَلَ مِنَ السَّمَاءِ مَاءً فَسَالَتْ أَوْدِيَةٌ بِقَدَرِهَا فَاحْتَمَلَ السَّيْلُ زَبَدًا رَابِيًا وَمِمَّا يُوقِدُونَ عَلَيْهِ فِي النَّارِ ابْتِغَاءَ حِلْيَةٍ أَوْ مَتَاعٍ زَبَدٌ مِثْلُهُ كَذَلِكَ يَضْرِبُ اللَّهُ الْحَقَّ وَالْبَاطِلَ فَأَمَّا الزَّبَدُ فَيَذْهَبُ جُفَاءً وَأَمَّا مَا يَنْفَعُ النَّاسَ فَيَمْكُثُ فِي الْأَرْضِ كَذَلِكَ يَضْرِبُ اللَّهُ الْأَمْثَالَ ۝١٧﴾ [الرعد:17].(1)
2. سورة النحل: ﴿وَهُوَ الَّذِي سَخَّرَ الْبَحْرَ لِتَأْكُلُوا مِنْهُ لَحْمًا طَرِيًّا وَتَسْتَخْرِجُوا مِنْهُ حِلْيَةً تَلْبَسُونَهَا وَتَرَى الْفُلْكَ مَوَاخِرَ فِيهِ وَلِتَبْتَغُوا مِنْ فَضْلِهِ وَلَعَلَّكُمْ تَشْكُرُونَ ۝١٤﴾ [النحل:14].(2)
3. سورة الكهف: ﴿أُولَئِكَ لَهُمْ جَنَّاتُ عَدْنٍ تَجْرِي مِنْ تَحْتِهِمُ الْأَنْهَارُ يُحَلَّوْنَ فِيهَا مِنْ أَسَاوِرَ مِنْ ذَهَبٍ وَيَلْبَسُونَ ثِيَابًا خُضْرًا مِنْ سُنْدُسٍ وَإِسْتَبْرَقٍ مُتَّكِئِينَ فِيهَا عَلَى الْأَرَائِكِ نِعْمَ الثَّوَابُ وَحَسُنَتْ مُرْتَفَقًا ۝٣١﴾ [الكهف:31].(3)
4. سورة الحج: ﴿إِنَّ اللَّهَ يُدْخِلُ الَّذِينَ آمَنُوا وَعَمِلُوا الصَّالِحَاتِ جَنَّاتٍ تَجْرِي مِنْ تَحْتِهَا الْأَنْهَارُ يُحَلَّوْنَ فِيهَا مِنْ أَسَاوِرَ مِنْ ذَهَبٍ وَلُؤْلُؤًا وَلِبَاسُهُمْ فِيهَا حَرِيرٌ ۝٢٣﴾ [الحج:23].(4)
5. سورة الإنسان: ﴿عَالِيَهُمْ ثِيَابُ سُنْدُسٍ خُضْرٌ وَإِسْتَبْرَقٌ وَحُلُّوا أَسَاوِرَ مِنْ فِضَّةٍ وَسَقَاهُمْ رَبُّهُمْ شَرَابًا طَهُورًا ۝٢١﴾ [الإنسان:21].(5)

## معناها
ذُكِرَتْ الأفعال والأسماء المرتبطة بالتحلية في القرآن الكريم مقرونة بالأساور والمجوهرات والمصوغات والحُلِي، وكلها من نفائس الأشياء التي يقتنيها الإنسان ويرتديها ويتباهى بها.
وهذا ما جعل الصوفية يلجؤون إلى استخدام واستعمال كلمة التحلية من أجل التدليل على نفاسة وجزالة وأهمية الأخلاق الطيبة والآداب المرهفة والأعمال الصالحة التي يتحلى ويتجمل بها المريدون من بعد تخلية سرائرهم وعلانياتهم من السوء.

## مشروعيتها
جاء معنى التحلية بصيغة التَّحَلِّي ضمن المنهج الإسلامي في تربية وتزكية المريدين والسالكين، وذلك في قول الإمام الحسن البصري :
| تحلية (صوفية)  | لَيْسَ الإِيمَانُ بِالتَّمَنِّي وَلاَ بِالتَّحَلِّي، وَلَكِنْ هُوَ مَا وَقَرَ فِي الْقَلْبِ، وَصَدَّقَهُ الْعَمَلُ، وَإِنَّ قَوْمًا خَرَجُوا مِنَ الدُّنْيَا وَلَا عَمَلَ لَهُمْ؛ وَقَالُوا: نَحْنُ نُحْسِنُ الظَّنَّ بِاللهِ؛ وَكَذَبُوا، لَوْ أَحْسَنُوا الظَّنَّ لَأَحْسَنُوا الْعَمَلَ | تحلية (صوفية) |
| — الحسن البصري | |               |

فطالما أن قلب المسلم لم يتطهر من رَانِهِ وغشاوته وغفلته كي يتشرب الإيمان العميق، فإنه لا معنى للأماني الحالمة والمظاهر المعسولة.
ولما كان فهم الصحابة  والتابعين  في مواضيع التزكية والتخلية والتحلية، هو الفهم الأصح والمُعتمَد، فإن التابعي بكر بن عبد الله المزني  قد بين أن التحلية التي لا تسبقها تخلية ليست من هدي النبي محمد ﷺ في شيء، حينما وصف أبا بكر الصديق ، وذلك في قوله:
| تحلية (صوفية)            | مَا فَضَلَ أَبُو بَكْرٍ النَّاسَ بِكَثْرَةِ صَلاَةٍ وَلاَ بِكَثْرَةِ صِيَامٍ، وَلَكِنْ بِشَيْءٍ وَقَرَ فِي قَلْبِهِ | تحلية (صوفية) |
| — بكر بن عبد الله المزني |                                                                       |               |

فالأسرار والأنوار والمعارف التي تشربها قلب الصديق  هي من التحلية التي آتت ثمارها في ذاته بعد أن قام بأداء ورد التخلية على أكمل صيغة وصفة.
وقد كان انحراف الخوارج عن أسبقية التخلية من الرذائل على التحلية بالفضائل هو الذي أوقعهم في عدم الاقتصاد في العبادات مع وجود إيمان سطحي يعبدون به الله  على حرف، وقد أوهمهم ذلك بأنهم أفضل من الصحابة  وعلماء وعوام المسلمين، فأمعنوا في تكفيرهم والعدوان والبغي عليهم.

## فيديوهات
- "التخلية والتحلية في التصوف؟": أ.د. علي جمعة في جوان 2015م على يوتيوب
- "التخلية والتحلية": الشيخ محمد حسين يعقوب في أفريل 2013م على يوتيوب
- "التخلية قبل التحلية": الدكتور عمر عبد الكافي في أفريل 2013م على يوتيوب
- "هل سمعت بمصطلح التحلية والتخلية؟": الدكتور عدنان إبراهيم في أكتوبر 2016م على يوتيوب
- "ذكر التخلية والتحلية في الحكم العطائية": الدكتور يسري جبر في سبتمبر 2017م على يوتيوب

## هوامش
- 1 سورة الرعد، الآية: 17.
- 2 سورة النحل، الآية: 14.
- 3 سورة الكهف، الآية: 31.
- 4 سورة الحج، الآية: 23.
- 5 سورة الإنسان، الآية: 21.